# Wiener Neustadt
Wiener Neustadt er en by i det østlige Østrig, med et indbyggertal (pr. 2007) på cirka 40.000. Byen ligger i delstaten Niederösterreich, ved bredden af floden Leitha.
Wiener Neustadt blev grundlagt i 1194
- Wikimedia Commons har flere filer relateret til Wiener Neustadt